# Capela Corbiac

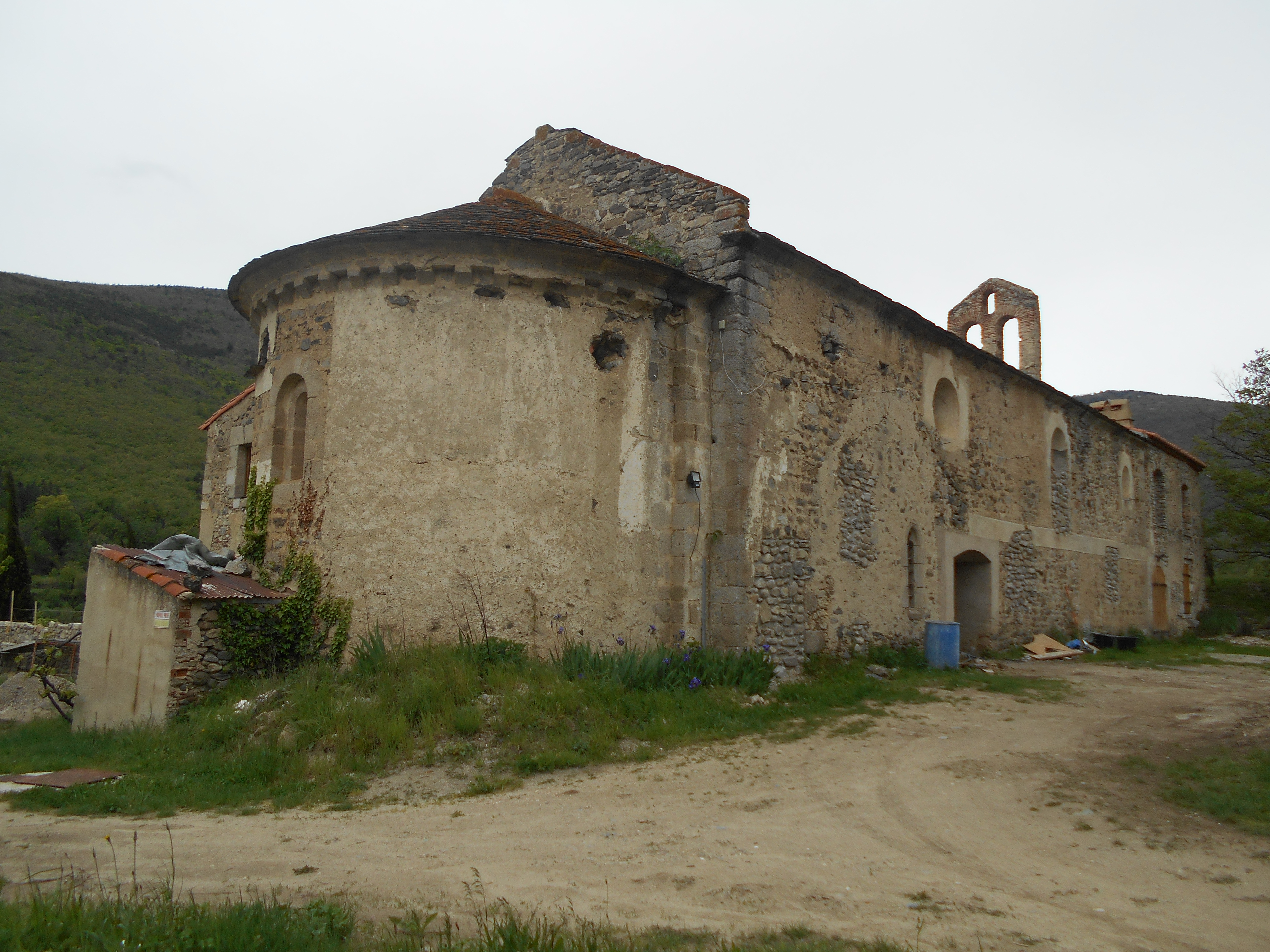
A capela

A capela Corbiac é uma capela histórica e antigo mosteiro localizado nos Pirenéus franceses, no departamento dos Pirenéus Orientais, entre as aldeias de Molitg-les-Bains e Mosset, nos Pirenéus.
A capela de estilo gótico foi construída no século XIII com nave única e dotada de galeria dos finais do século XVI e abside decorada com frescos do século XVII. No final do século XVI, a Ordem Trinitária fundou um mosteiro aqui. Vários objectos originários da capela estão preservados na igreja de Mosset.
Em 2000, a capela foi classificada como monumento histórico pelo Ministério da Cultura da França . É uma propriedade privada.